# Micaia
Micaia, Maacá ou Maaca foi uma rainha judia, esposa do rei Roboão, de Judá, e mãe de seu sucessor, o rei Abias de Judá. Roboão teve dezoito mulheres e sessenta concubinas, e teve vinte e oito filhos e sessenta filhas, mas Micaia era a sua esposa mais amada.
A Bíblia traz contradições sobre ela. Em 1 Reis 15:2 é dito que ela se chamava Maaca e era filha de Absalão. Em 2 Crônicas ela é chamada de Micaia e era filha de Uriel de Gibeá. O Easton's Bible Dictionary interpreta esta contradição considerando que "filha de Absalão" significa "neta de Absalão" (pois, na Bíblia, é comum usar a mesma palavra para filha e neta), e que Micaia e Maaca são variações do mesmo nome. Ela seria, portanto, filha de Uriel de Gibeá com Tamar, filha de Absalão. Absalão teve três filhos e uma filha muito bela, de nome Tamar, nome de sua irmã; Maaca era o nome da mãe de Absalão.
Micaia foi a mãe de Abias, Atai, Zira e Selomite. Ela tinha o alto status de rainha-mãe durante o reinado de seu filho, Abias, mas quando este morreu seu neto, o rei Asa, a depôs “porque ela tinha feito um ídolo horrível ao poste sagrado”, ou Aserá.